# Лысянская улица (Киев)
Лыся́нская у́лица (укр. Лися́нська ву́лиця) — улица в Подольском районе города Киева, местность посёлок Шевченко. Пролегает от улицы Красицкого до Гамалиевская (Александра Бестужева).
Примыкают улицы Леси Украинки и Млиевская.

## История
Возникла в начале XX века под названием 50-я Новая улица. Современное название в честь пгт Лысянка улица получила в 1944 году.